# Le Reflet du vol
Pour plus de détails, voir Fiche technique et Distribution.
Le Reflet du vol (ou L'Empreinte) est un film muet français réalisé par Georges Monca, sorti en 1910.

## Fiche technique
- Titre : Le Reflet du vol
- Titre alternatif : L'Empreinte
- Réalisation : Georges Monca
- Scénario : Paul et Victor Margueritte
- Photographie :
- Montage :
- Société de production : Pathé Frères
- Société de distribution : Pathé Frères
- Pays d'origine :  France
- Langue : français
- Métrage : 205 mètres
- Format : Noir et blanc — 35 mm — 1,33:1 — Muet
- Genre : Film dramatique
- Durée : 6 minutes 50
- Numéro de catalogue Pathé : 3504
- Dates de sortie :
  -  France : 20 mai 1910

## Distribution
- Charlotte Barbier-Krauss : Louise Guérin
- Gina Barbieri : Mme Renée la rentière
- La petite Maria Fromet : Jean, le petit garçon de Louise Guérin

## À noter
- Ce film marque les débuts au cinéma de Gina Barbieri.